# Zăbala
Zăbala [ˈsəbala] (deutsch Gebissdorf, ungarisch Zabola) ist eine Gemeinde im Kreis Covasna in der Region Siebenbürgen in Rumänien.

## Geographische Lage

Lage der Gemeinde Zăbala im Kreis Covasna

Die Gemeinde Zăbala liegt in den Westausläufern des Vrancea-Gebirges (Munții Vrancei) – Teilgebirge der Ostkarpaten – und östlich der Kronstädter Senke (Depresiunea Brașovului) im sogenannten Szeklerland. Am gleichnamigen Bach, ein Zufluss des Râul Negru, der Kreisstraße (Drum județean) DJ 121 und der Bahnstrecke Brașov–Sfântu Gheorghe–Târgu Secuiesc befindet sich der Ort Zăbala sieben Kilometer nördlich von der Kleinstadt Covasna und etwa 38 Kilometer östlich von der Kreishauptstadt Sfântu Gheorghe (Sankt Georgen) entfernt.

## Geschichte
Der mehrheitlich von Magyaren bewohnte Ort Zăbala wurde erstmals 1466 urkundlich erwähnt. Auf eine Besiedlung des Ortes deuten Reste einer Steinburg aus dem Mittelalter durch deren Wassergraben im 19. Jahrhundert der Bach Zăbala sein Flussbett gehabt haben soll. Der Hügel, von den Einheimischen genannt Movila Tătarilor, ist natürlicher Art und kein Hügelgrab wie im Verzeichnis historischer Denkmäler des Ministeriums für Kultur und nationales Erbe (Ministerul Culturii și Patrimoniului Național) vermerkt.
Archäologische Funde werden auch auf dem Areal des eingemeindeten Dorfes Surcea (ungarisch Szörcse) gemacht und unterschiedlichen Zeitaltern zugeordnet. Diese befinden sich in einem Museum in Sfântu Gheorghe.
Zur Zeit des Königreichs Ungarn gehörte Zăbala dem Stuhlbezirk Orbai in der Gespanschaft Háromszék (rumänisch Comitatul Trei-Scaune). Anschließend gehörte Micfalău dem historischen Kreis Trei-Scaune (deutsch Drei Stühle) und ab 1950 dem heutigen Kreis Covasna an.

## Bevölkerung
Die Bevölkerung der Gemeinde Zăbala entwickelte sich wie folgt:
| 1850 | 4.218 | 170 | 3.948 | -  | 100 |
| 1920 | 5.271 | 502 | 4.756 | -  | 13  |
| 1941 | 5.652 | 526 | 5.036 | 12 | 78  |
| 1977 | 5.150 | 814 | 4.225 | 7  | 104 |
| 2002 | 4.814 | 906 | 3.685 | 1  | 222 |
| 2011 | 4.597 | 886 | 3.166 | 2  | 543 |
| 2021 | 4.332 | 796 | 2.758 | 2  | 776 |

Seit 1850 wurde auf dem Gebiet der Gemeinde Zăbala die höchste Einwohnerzahl (5.810) und die der Magyaren (5.220) und der Rumäniendeutschen (32) 1910 ermittelt. Die höchste Anzahl der Rumänen wurde 2002 und die der Roma (496) 2021 registriert. Anfang des 20. Jahrhunderts wurden auch Slowaken auf dem Gemeindegebiet registriert.

## Sehenswürdigkeiten
- Im Gemeindezentrum die reformierte Kirchenburg, nach unterschiedlichen Angaben im 14.[4] oder im 15. Jahrhundert errichtet, im 16. umgebaut und der Glockenturm 1778 erneuert, stehen unter Denkmalschutz.[6] Das Gewölbe der Kirche wurde 1752 mit einer Kassettendecke ersetzt. Die beiden Glocken im Glockenturm mit Barockhelm wurden 1588 und 1644 angefertigt.[4]
- Im Gemeindezentrum das Landhaus der ungarischen Adelsfamilie  Graf Mikes von Zabola im 17. Jahrhundert errichtet, 1867 vergrößert und dessen 14 Hektar große Park, stehen unter Denkmalschutz.[6]
- Die Holzkirche Adormirea Maicii Domnului in Zăbala, 1777 errichtet, steht unter Denkmalschutz.[6]
- Im Gemeindezentrum befinden sich das Haus des Anwesens Nr. 314 im 19. Jahrhundert errichtet und das Holzhaus des Anwesens Nr. 911 im Jahre 1867 errichtet, unter Denkmalschutz.[6]
- Im Gemeindezentrum befindet sich auch ein Dorfmuseum
- Im eingemeindeten Dorf Tamașfalău (ungarisch Székelytamásfalva) das Anwesen der ungarischen Adelsfamilie Thury - Bánay[9] zwischen 1810 und 1820 errichtet, steht unter Denkmalschutz.[6]

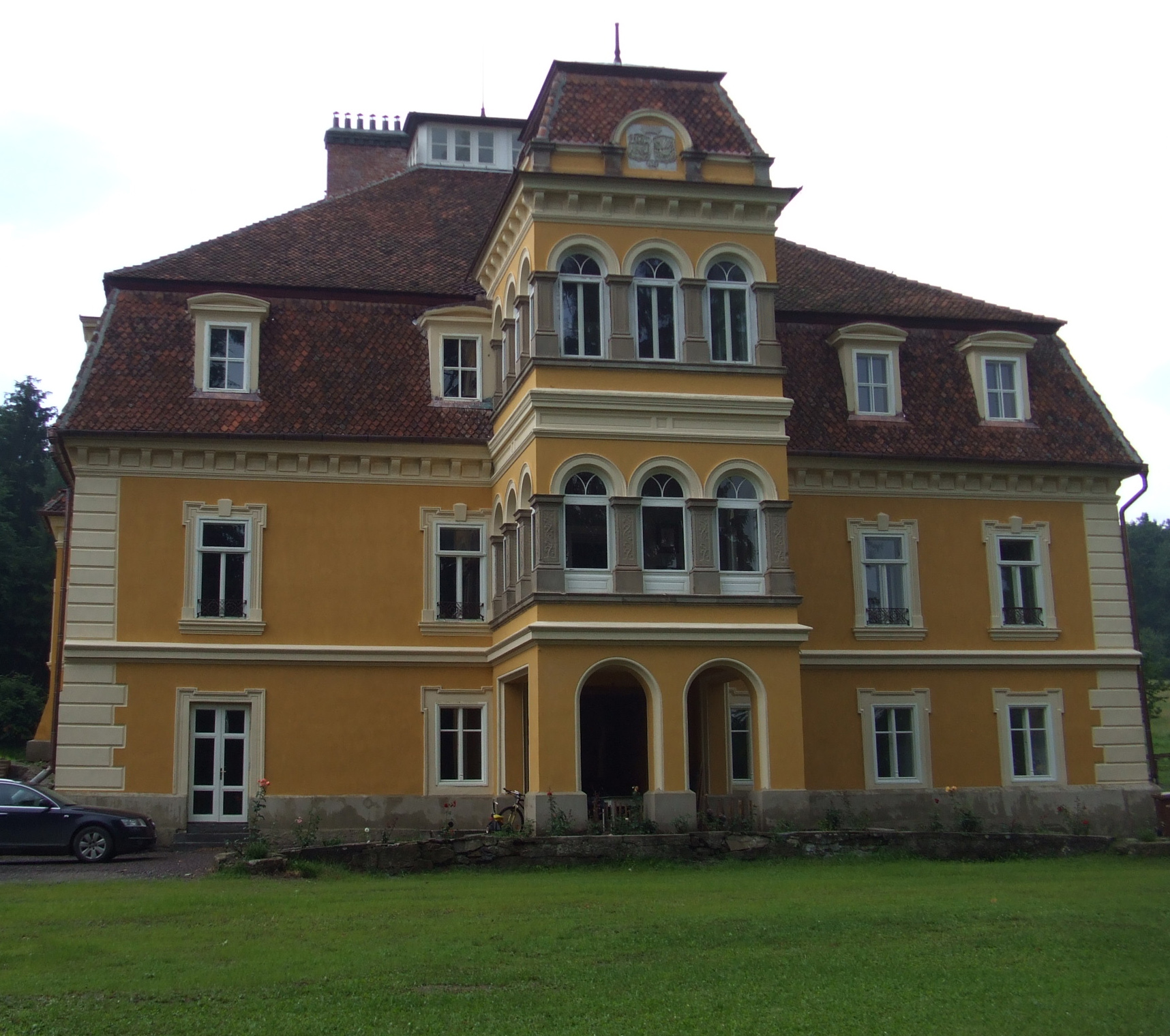
Landhaus Mikes
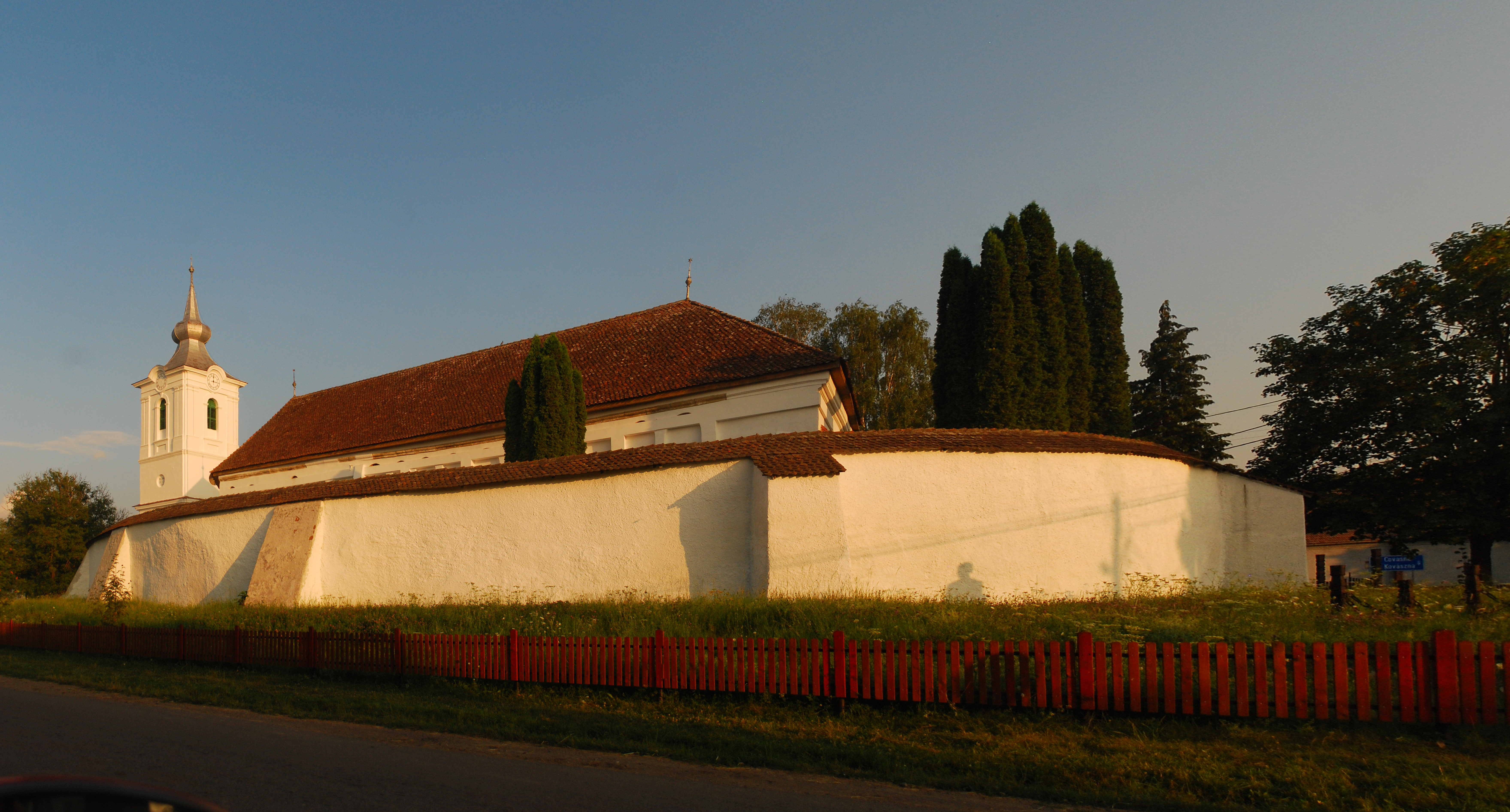
Reformierte Kirche in Zăbala
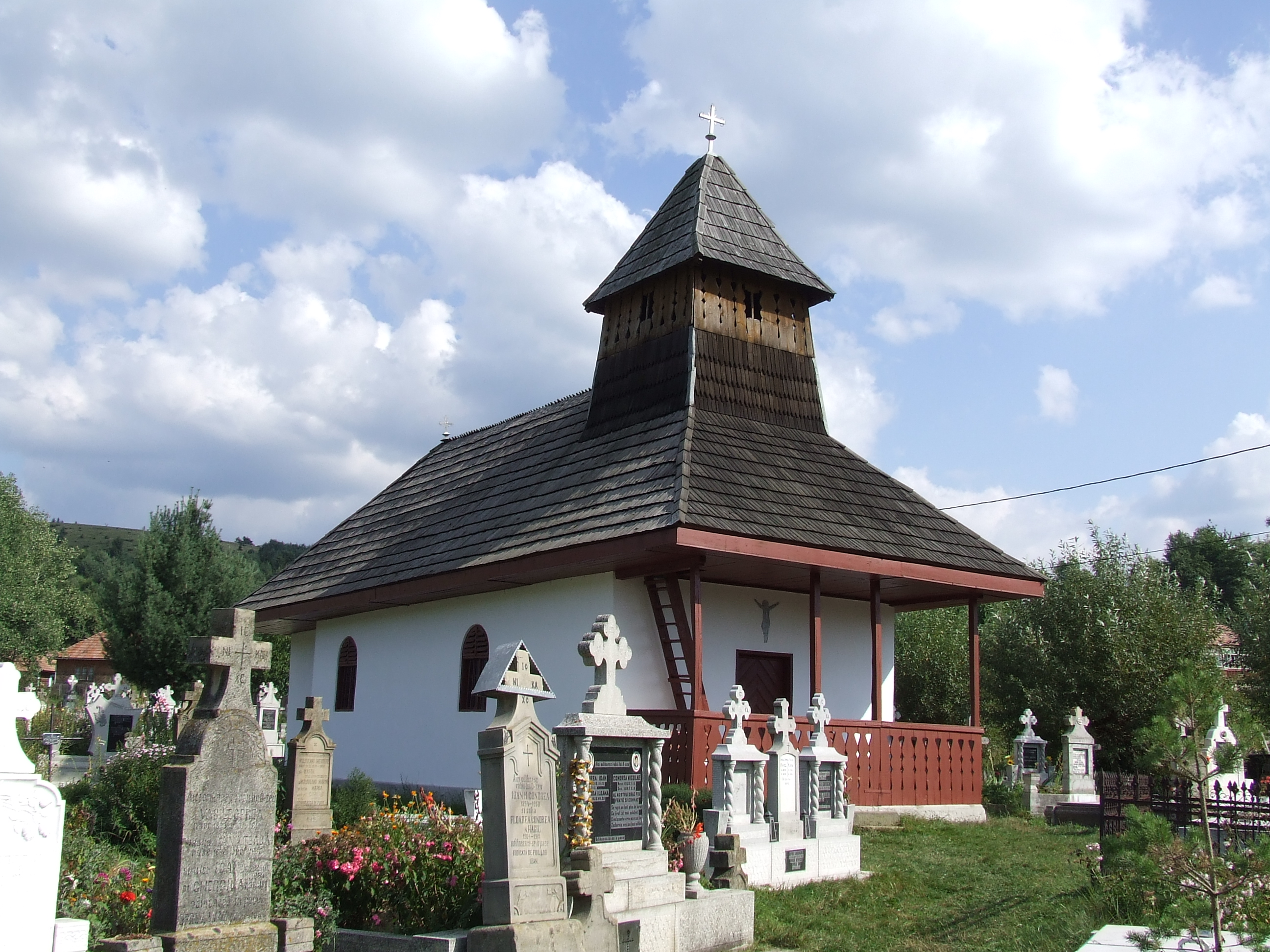
Holzkirche in Zăbala
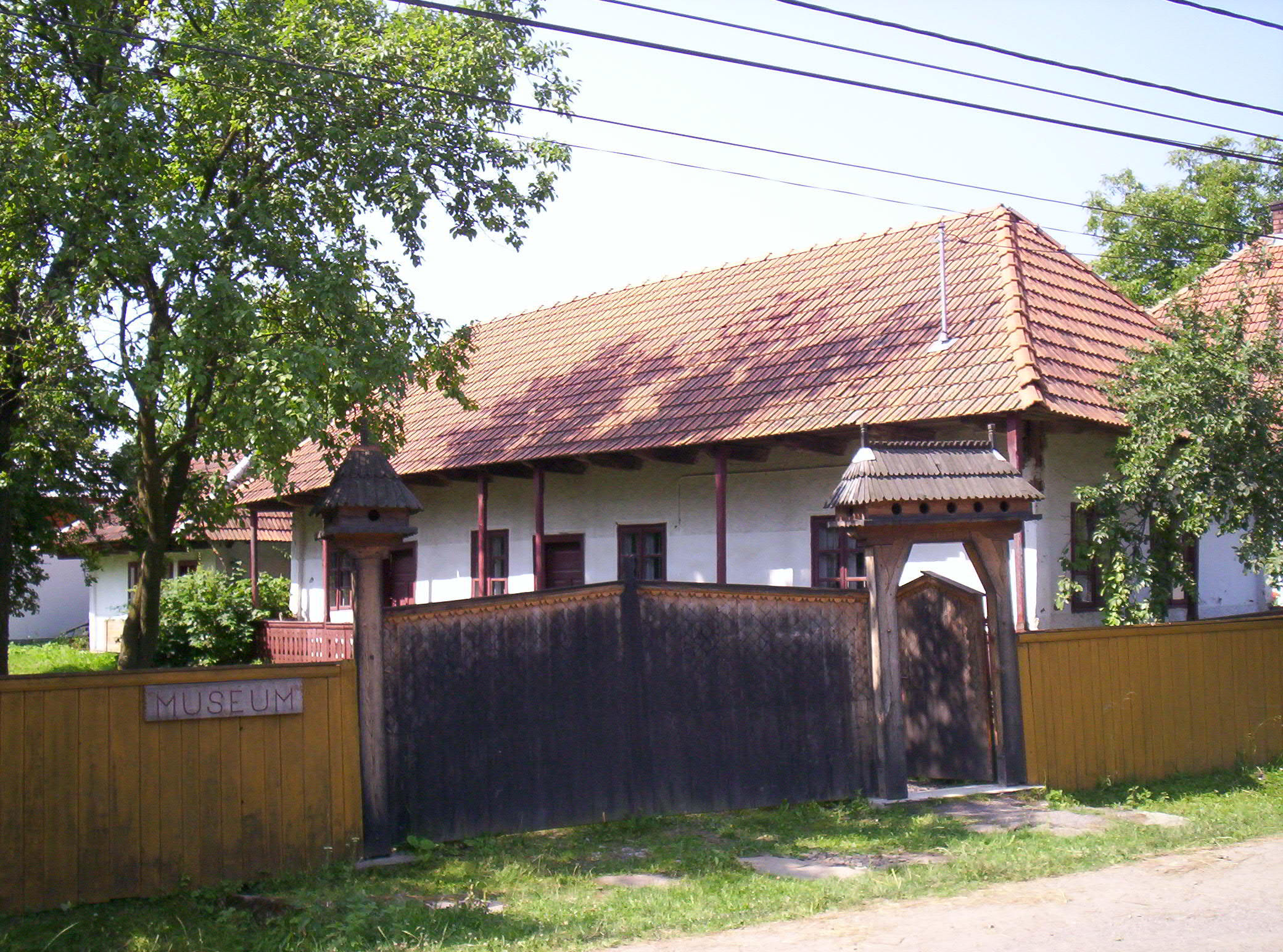
Dorfmuseum in Zăbala
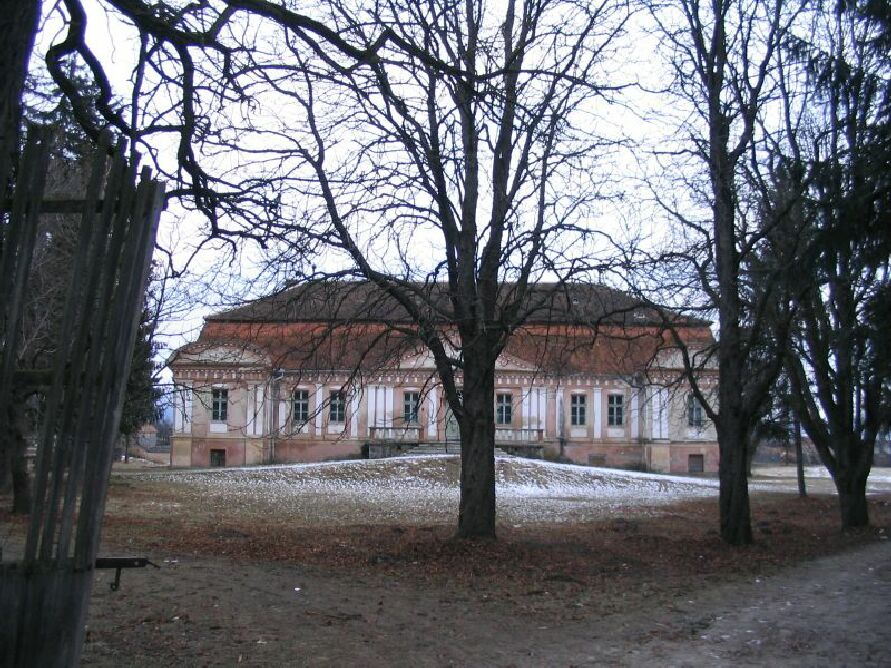
Thury - Bánay Landhaus

## Persönlichkeiten
- Kelemen Mikes (1690–1761), war Sekretär des Fürsten Franz II. Rákóczi.
- Imre Mikó (1805–1876), war Historiker und zweimal Gouverneur Siebenbürgens (1848 und 1860–1861).
- János Mikes (1876–1945), ungarischer Geistlicher, Bischof im Bistum Szombathely